# Markus Schulte-Lünzum
Markus Schulte-Lünzum, né le 16 juillet 1991 à Haltern am See, est un coureur cycliste allemand, spécialiste de VTT cross-country.

## Palmarès en VTT

### Coupe du monde
- Coupe du monde de cross-country espoirs (1)
  - 2012 : 3e du classement général
  - 2013 : 1er du classement général, vainqueur de 2 manches
- Coupe du monde de cross-country
  - 2018 : 72e du classement général

### Championnats du monde
- Saalfelden-Leogang 2012
  -  Médaillé de bronze du relais mixte
- Pietermaritzburg 2013
  -  Médaillé de bronze du relais mixte

### Championnats d'Allemagne
- Champion d'Allemagne de VTT cross-country espoirs : 2012
- Champion d'Allemagne de cross-country VTT : 2014 et 2016